# La donna nuda
Pour plus de détails, voir Fiche technique et Distribution.
La donna nuda est un film muet italien réalisé par Roberto Roberti, sorti en 1922.
Il s'agit de la seconde adaptation de la pièce d'Henry Bataille La Femme nue, créée au théâtre de la Renaissance à Paris, le 27 février 1908, après celle réalisée en 1914 par Carmine Gallone, avec le film La Femme nue (La donna nuda).

## Fiche technique
- Titre : La donna nuda
- Réalisation : Roberto Roberti
- Photographie : Otello Martelli
- Scénographie : Alfredo Manzi (it)
- Société de production : Caesar Film (it)
- Pays d'origine :  Royaume d'Italie
- Langue : Italien
- Format : Noir et blanc — 35 mm — 1,33:1 — Son : Muet
- Genre : Drame
- Durée : 68 minutes (1 h 8)
- Dates de sortie :
  -  Royaume d'Italie : avril 1922

## Distribution
- Francesca Bertini : Lolette
- Angelo Ferrari : Pietro Bernier
- Iole Gerli : la princesse de Chambrau
- Franco Gennaro : Rouchard
- Gino Viotti (it) : le prince